# M'lefaat
M'lefaat es un tell, o montículo de asentamiento arqueológico, de Mesopotamia superior que fue ocupado durante el Neolítico precerámico A

## Historia de la investigación
El yacimiento fue excavado por primera vez por Robert Braidwood en 1954 como parte de su proyecto más amplio sobre el descubrimiento de la prehistoria temprana de las laderas de las colinas. En aquel momento, el yacimiento ya estaba dañado por la construcción de una instalación militar durante la Segunda Guerra Mundial. En 1984, el Departamento de Antigüedades de Mosul llevó a cabo una excavación de rescate bajo la dirección de Matti Baba Altun, ya que el yacimiento estaba amenazado por la construcción de una carretera. En 1989 y 1990 se llevaron a cabo otras dos campañas de excavación, esta vez dirigidas por Stefan Karol Kozłowski. M'lefaat forma parte de un pequeño grupo de yacimientos del Neolítico antiguo que se han excavado en el norte de Irak y que también incluye Qermez Dere y Nemrik.

## El yacimiento y su entorno
M'lefaat está situado cerca del río Jazir, en Mesopotamia superior, en lo que hoy es el norte de Irak, a una altitud de 314 m s. n. m. Se trata de un pequeño tell de unos 90 m de diámetro y hasta 2 m de altura. El entorno de M'lefaat está muy degradado y se caracteriza por ser una estepa húmeda. Potencialmente, la zona podría albergar una vegetación de tipo sabana caracterizada por el pistacho. El robledal podría haber estado más cerca del lugar de lo que está hoy. La precipitación anual en M'lefaat es suficiente para el cultivo de invierno sin riego adicional.

## Historia de la ocupación
M'lefaat fue un asentamiento de 0,7 ha que data del Neolítico Precerámico A. Más concretamente, se ha descrito como perteneciente al Horizonte de Casas Redondas Tauro-Zagros.